# Elasmus anticles
Elasmus anticles is een vliesvleugelig insect uit de familie Eulophidae. De wetenschappelijke naam is voor het eerst geldig gepubliceerd in 1846 door Walker.